# Empalmadora (cine)
Una empalmadora es un instrumento de pequeñas dimensiones cuya función es realizar empalmes, es decir, unir dos fragmentos de película para formar una sola tira continua.
Existen diferentes tipos de empalmadoras, según el método que utilicen para realizar la unión.

## Empalmadora de acetona

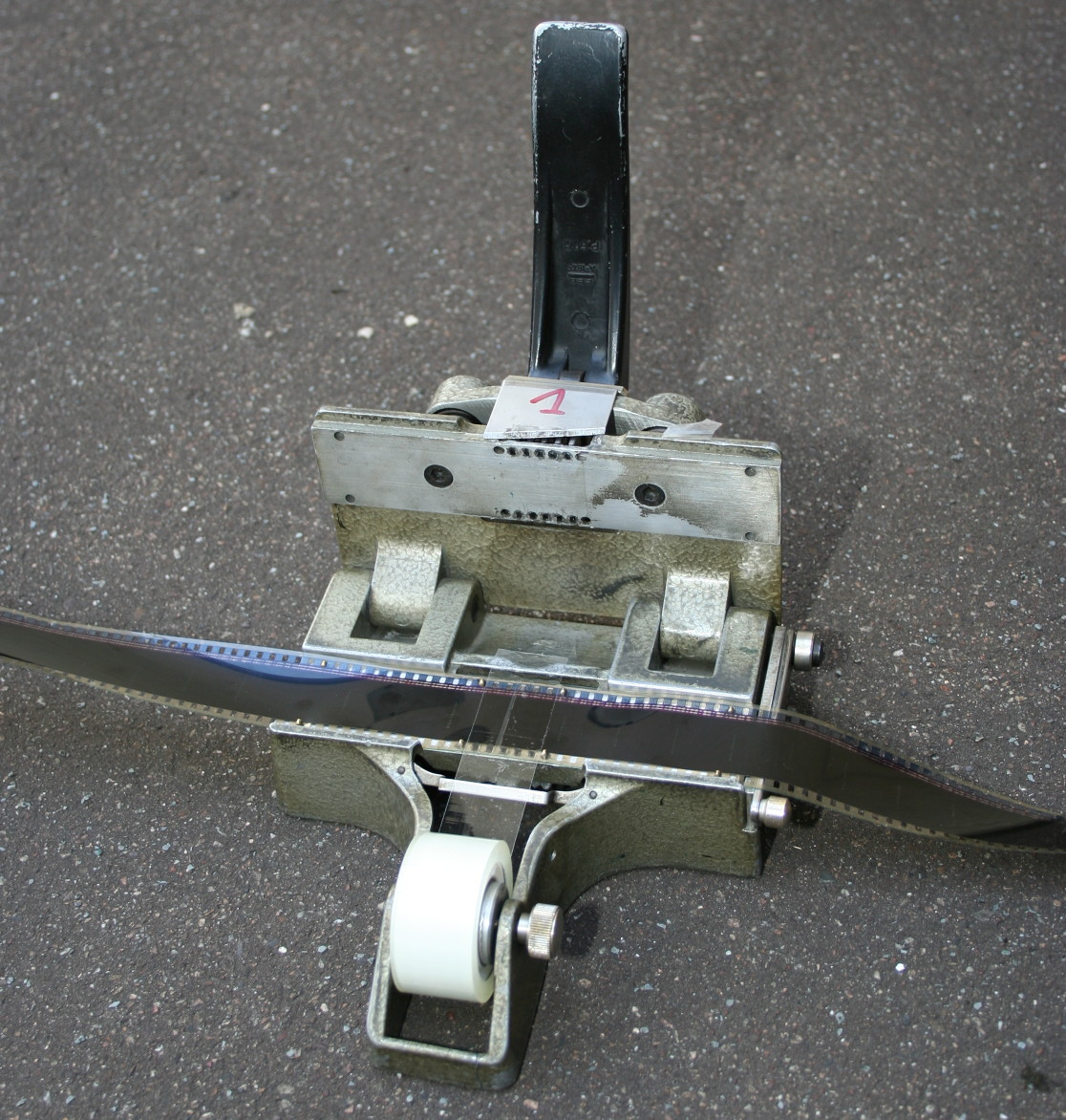
Empalmadora "Catozzo" de cinta adhesiva, para películas de 35-mm.

Esta máquina consigue empalmes superpuestos usando, principalmente  acetona como adhesivo, aunque también se pueden utilizar otros disolventes químicos.
Profesionalmente, el empalme se puede obtener a partir de dos métodos, con dos empalmadoras diferentes:
- Empalmadora de acetona superpuesto. Para realizarlo, se raspa la emulsión del extremo de unos de los fragmentos a unir, para que la empalmadora pegue el otro, con acetona, en la parte trabajada, consiguiéndose una unión permanente.[3]

- Empalmadora caliente. Es una variación del anterior. En este caso, la acetona se calienta mediante electricidad en la placa de la empalmadora para que el material seque con rapidez y se consiga una unión más fuerte.[3]

La empalmadora de acetona es muy precisa ya que los bordes de la cinta se ajustan con absoluta precisión siguiendo las perforaciones, por lo que se utiliza especialmente para preparar los negativos o las copias de distribución. Esta empalmadora también permite una posible automatización del raspador y del aplicador de acetona, si bien, las abrazaderas que sujetan la película pueden manejarse manualmente. 
La limitación principal de esta empalmadora es que debe aplicarse en películas de 35 mm, con mayor espacio entre fotogramas. En películas menores, como la de (16 mm), al no haber tanto espacio, generalmente se pierde un fotograma, además de que el empalme puede notarse. 
En consecuencia, para el material negativo de películas con un ancho inferior, se aconseja el empalme invisible con cinta adhesiva transparente, que se utilizará en el montaje en rollos A y B. Después del último fotograma de un plano, la tira de película se empalma con cola negra que se superpone al final del plano para evitar que el empalme se exponga al hacer el positivo durante el revelado.

## Empalmadora de cinta adhesiva
El origen del empalme sin acetona se debe a Leo Catozzo, montador italitano de los años cincuenta y principios de los sesenta. Catozzo era alérgico a la acetona y por ello probó a empalmar con scotch o celo durante el montaje de Las noches de Cabiria (La notti di Cabiria, 1957) de Federico Fellini. Este lo perforó con un punzón para respetar las perforaciones de la película y montó una parte sobre la otra, evitando perder un fotograma en cada empalme. Más adelante, a principios de los años 60, Catozzo patentó la herramienta y la lanzó con su empresa CIR (Catozzo Incolatrici Rapide).
Esta máquina consigue unir los dos fragmentos de película mediante un trozo de cinta adhesiva transparente. Las dos partes se unen, sin superponerse. Así, el tipo de empalme que resulta, aunque es más sencillo de realizar es, a priori, menos fiable y de menor sujeción; además, puede causar un efecto borroso en la imagen, provocado por el grosor la cinta y por el adhesivo. Por ello, el método de la acetona se utiliza más en las producciones cinematográficas profesionales. 
Habitualmete la cinta adhesiva utilizada para los empalmes es de PET, la cual se coloca, sin solapar, en ambos extremos de las partes a unir. El material adhesivo puede tener perforaciones o bien, ser perforada por la propia máquina (llamada "empalmadora de guillotina").

## Empalmadora ultrasónica
Los "nuevos soportes", fabricados a partir de poliéster, no permiten la unión mediante acetona, por lo que se utilizan las empalmadoras de ultrasonidos para unir dos fragmentos de película.